# Catherine Berbessou
Catherine Berbessou, née en 1961, est une danseuse et chorégraphe française de danse contemporaine.

## Biographie
Catherine Berbessou est née dans une famille de 7 enfants. Elle commence comme danseuse dans la compagnie L'Esquisse de Joëlle Bouvier et Régis Obadia dans laquelle elle restera cinq ans et continuera ponctuellement à collaborer par la suite, notamment en tant qu'enseignante au sein du Centre national de danse contemporaine d'Angers qu'ils dirigeront à la fin des années 1990. Elle travaille ensuite avec Claude Brumachon pour deux spectacles.
En 1990, elle décide de fonder sa propre compagnie pour affirmer son écriture chorégraphiques. Catherine Berbessou s'intéresse à cette époque au tango et part l'étudier en Argentine à Buenos Aires, auprès de maitres de la discipline comme Pupi Castello, Graziella Gonzalez, et Gustavo Naveira. L'utilisation du tango dans ses créations de danse contemporaine est depuis une part essentielle de son langage chorégraphique. 
Elle obtient ensuite une résidence au théâtre des Gémeaux à Sceaux de 1999 à 2003.

## Principales chorégraphies
- 1990 : En marche arrière
- 1991 : Candy Apple
- 1993 : À Table
- 1996 :  A fuego lento
- 1997 : chorégraphie du spectacle Le Toucher de la hanche de Jacques Gamblin.
- 1999 : Valser
- 2000 : Rencontre exceptionnelle
- 2002 : Fleur de cactus